# كارل غابرييل يورك
كارل غابرييل يورك (بالإنجليزية: Carl Gabriel Yorke)‏ هو ممثل أمريكي، ولد في 23 نوفمبر 1952 في الولايات المتحدة.

## أعمال

### أفلام
- (1976) ذا كساندرا كروسينغ
- (1980) إبادة أكلة لحوم البشر
- (1995) أبولو 13[1][2][3]

## وصلات خارجية
- كارل غابرييل يورك على موقع IMDb (الإنجليزية)
- كارل غابرييل يورك على موقع ألو سيني (الفرنسية)
- كارل غابرييل يورك على موقع أول موفي (الإنجليزية)
- كارل غابرييل يورك على موقع قاعدة بيانات الأفلام السويدية (السويدية)
- كارل غابرييل يورك على موقع قاعدة بيانات الفيلم (الإنجليزية)
- كارل غابرييل يورك على موقع كينوبويسك (الروسية)